# Federico Sandi
Pour les articles homonymes, voir Sandi.
Federico Sandi est un pilote de moto italien né le 12 août 1989 à Voghera en Italie.